# Дмитриев, Александр Петрович
Александр Петрович Дмитриев (1776—1859) — российский государственный деятель, сенатор, тайный советник.

## Биография
В службе  с 1792 года, в классном чине с 1802 года.  В 1830 году произведён в действительные статские советники, председатель Временной счётной комиссии. С 1832 года член Санкт-Петербургского комитета для устройства фабрик и заводов. С 1832 года председатель Комиссии для ревизии дел Медицинского департамента. С 1837 года директор Департамента казённых врачебных заготовлений. С 1840 года директор Департаментом духовных дел иностранных исповеданий.
В 1841 году  произведён в тайные советники. С 1843 года сенатор  присутствующим в Общем собрании Варшавских департаментов Правительствующего сената, председатель Эмеритальной комиссии и председатель Главного попечительного совета благотворительных заведений в Царстве Польском.
Был награждён всеми российскими орденами вплоть до ордена Святого Александра Невского пожалованного ему в 1857 году.